# Páramo de la Alcarria

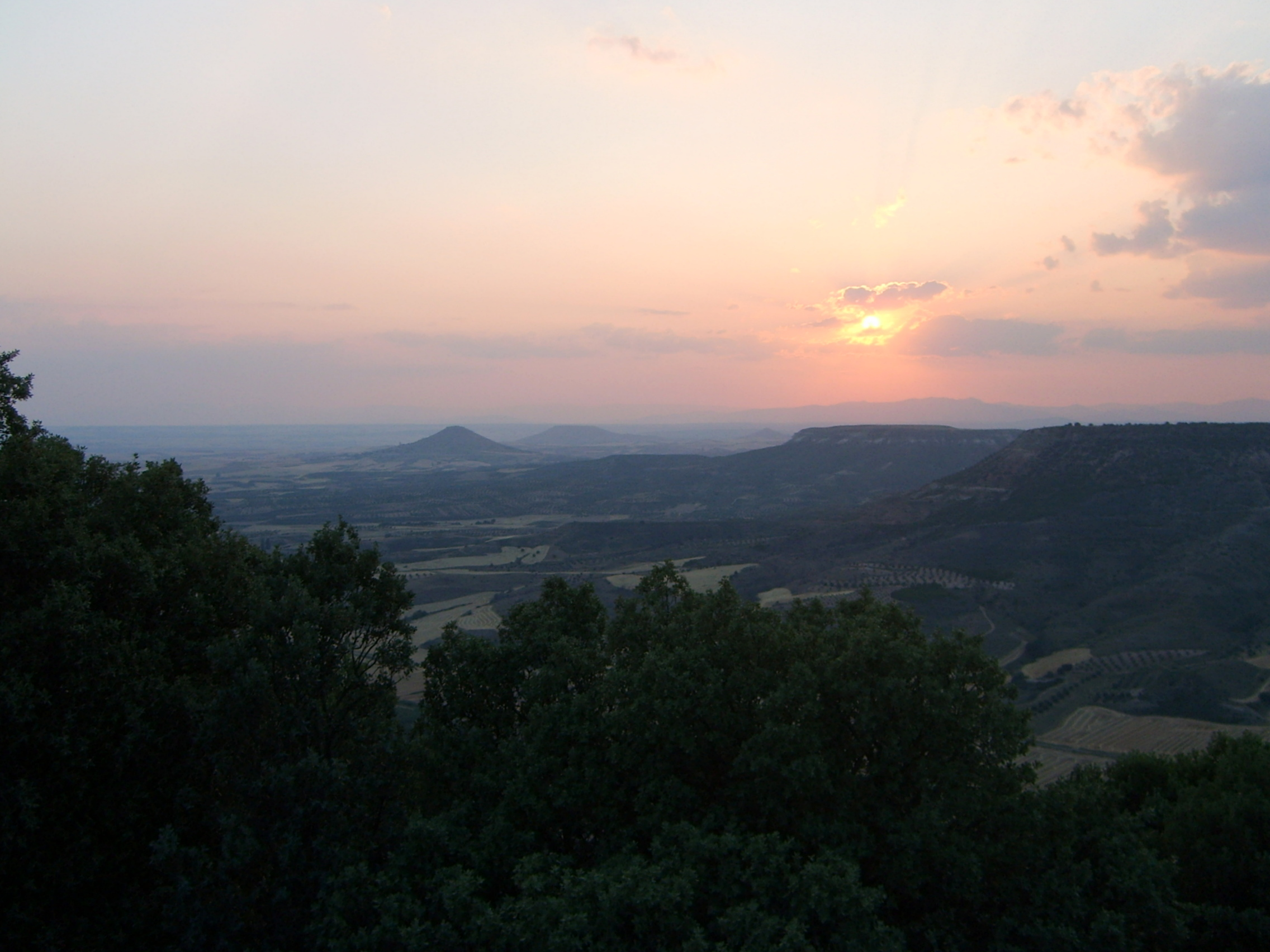
Relieve tabular del páramo de la Alcarria y la Campiña del Henares desde Trijueque.

El páramo de la Alcarria es un páramo calizo situado entre 800 y 1000 m s. n. m. en la comarca española de La Alcarria. Es la superficie estructural del relieve tabular que ocupa la parte central y occidental de la provincia de Guadalajara y oriental de la Comunidad de Madrid, entre las vegas de los ríos Henares y Tajo. Sus límites se situarían en la vega del río Henares al noroeste y norte, la vega del río Dulce al norte, la sierra Ministra al noreste y este, la vega del río Cifuentes al sureste, la sierra de Altomira y la vega del Tajo al sureste y sur, y la vega del Jarama al oeste.
Tiene una orientación noreste-suroeste, es de trazado irregular, está partido en dos por el río Tajuña, que forma hoces, y en ocasiones se ve cortado también por barrancos y vegas que forman algunos arroyos y ríos como el río Badiel o el arroyo de la Vega de Torija, que desembocan en el Henares; el río Ungría y su afluente, el río Matayeguas, el arroyo de la Vega de Valdarachas, el río San Andrés, el río Prá, el arroyo de Hontoba y su afluente, el arroyo de Renera, el arroyo de Torrejón o el río Zanja del Naranjo, que desembocan en el Tajuña; el arroyo de Pantueña, que desemboca en el río Jarama; o el río Arlés, que desemboca en el Tajo.
Está constituida por materiales calizos del Plioceno y el Mioceno superior, cuya naturaleza calcárea y disposición en capas horizontales han dado lugar a una amplia mesa estructural. Este paquete de materiales predominantemente calizos constituye, por fracturación y carstificación el acuífero del páramo de la Alcarria, que se recarga exclusivamente por infiltración de la lluvia y se descarga a través de un gran número de manantiales que bordean el páramo a lo largo del contacto
con las arcillas y las margas.
En la superficie del páramo hay numerosas dolinas de fondo plano, poco profundas y de bordes suaves, que pueden alcanzar cientos de metros de longitud en su eje mayor. Sus fondos constituyen áreas endorreicas con depósitos arcillosos.
La amplia llanura del páramo sirve también para el asentamiento del paso de dos grandes vías de comunicación, la A-2 y la línea de alta velocidad Madrid-Zaragoza-Barcelona-Frontera Francesa.
Esta geomorfología de páramo tendría su continuidad natural al sur de la vega del Tajo en el páramo de la Mesa de Ocaña.